# Paul Albrecht (Basketballspieler)
Paul Albrecht (* 2. April 1993 in Jever) ist ein deutscher Basketballspieler auf der Position des Flügelspielers.

## Werdegang
Albrecht wechselte als Jugendlicher vom Oldenburger TB zum TuS Jena, wo er ab 2009 in der Jugend sowie zunächst in der zweiten Herrenmannschaft eingesetzt wurde, in der Saison 2011/12 dann auch erste Spielminuten für Jena in der 2. Bundesliga ProA erhielt. Zwischen 2012 und 2014 spielte er wieder für den Oldenburger TB, der in Zusammenarbeit mit der Baskets Akademie Weser-Ems die Nachwuchsmannschaft des Bundesligisten EWE Baskets bildet. Mit der Spielgemeinschaft gewann Albrecht 2014 den Meistertitel in der 2. Bundesliga ProB und wechselte anschließend zum ProA-Vertreter Paderborn Baskets, wo er in der Saison 2014/15 spielte. 2015/16 war er Spieler der ETB Essen, ebenfalls in der ProA, und wechselte im Sommer 2016 innerhalb der Liga zu den White Wings Hanau. In Hanau erzielte er in seiner ersten Saison fünf, in der zweiten dann 8,9 Punkte je Begegnung.
In der Sommerpause 2018 vollzog er den Wechsel zum ProA-Aufsteiger Artland Dragons. Albrecht verbuchte im Laufe der Spielzeit 2018/19 9,8 Punkte sowie 6,3 Rebounds pro Begegnung und war somit Leistungsträger der Niedersachsen.
Nach Ablauf seines Vertrages in Quakenbrück wechselte Albrecht im Sommer 2020 zu den Dragons Rhöndorf in die 1. Regionalliga West und unterzeichnete beim ehemaligen Bundesligisten einen Vertrag bis 2023. Ab 2021 war er mit Rhöndorf in der 2. Bundesliga ProB vertreten. Er wurde Mannschaftskapitän, im Sommer 2023 verließ er den Rhöndorfer Verein. Albrecht wechselte zu einem weiteren Drittligisten, den Basketball Löwen Erfurt.

## Nationalmannschaft
Albrecht gehörte zum Aufgebot des Deutschen Basketball Bundes für die U16-EM 2009 in Litauen, für das Albert-Schweitzer-Turnier 2010 (dritter Platz mit der U17-Auswahl), für die Heim-WM im Altersbereich U17 in Hamburg im Sommer 2010 und wurde auch in die U18- und U20-Auswahlmannschaften des DBB berufen.